# Bahnhof Bishopsgate

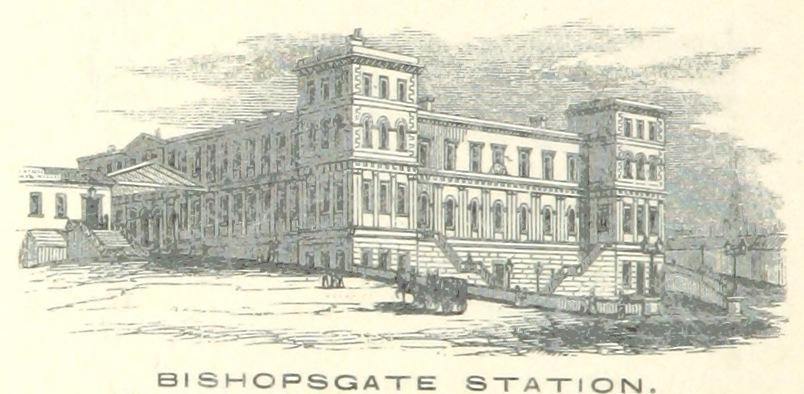
Westfassade des Bahnhofs (1851)

Der Bahnhof Bishopsgate war ein Bahnhof in der britischen Hauptstadt London. Er befand sich an der Shoreditch High Street im Stadtteil Bethnal Green (heute in den Bezirken Hackney und Tower Hamlets), am westlichen Rand des East End und knapp außerhalb der City of London. Der Bahnhof wurde 1840 eröffnet und war bis 1875 für den Personenverkehr in Betrieb. Danach diente er dem Güterverkehr, bis ihn 1964 ein Brand zerstörte. Auf dem Gelände befindet sich heute der Bahnhof Shoreditch High Street.

## Geschichte
Der Bahnhof wurde am 1. Juli 1840 durch die Eastern Counties Railway (ECR) eröffnet und diente als neue Endstation der Great Eastern Main Line. Er ersetzte dabei den im Jahr zuvor eröffneten temporären Bahnhof an der Devonshire Road bei Mile End. Zunächst trug er den Namen Shoreditch, die Umbenennung in Bishopsgate erfolgte am 27. Juli 1847. Die ECR fusionierte 1862 mit einigen anderen Bahngesellschaften in East Anglia zur Great Eastern Railway (GER). Eine Zeitlang nutzte sie auch den Bahnhof Fenchurch Street als Endstation. Die mangelnde Kapazität bewog die GER dazu, einen neuen Kopfbahnhof an der näher beim Stadtzentrum gelegenen Liverpool Street zu bauen und nahm diesen 1874 in Betrieb. Der Bahnhof Bishopsgate wurde im November 1875 für den Personenverkehr geschlossen und von 1878 bis 1880 in einen Güterbahnhof umgebaut.
1881 begann der Betrieb des neuen Güterbahnhofs, der auf drei Ebenen angelegt war. Bishopsgate schlug sehr große Gütermengen aus den östlich gelegenen Häfen um. Drehscheiben und Winden erleichterten das Rangieren. Ankommende Güter konnten in Güterschuppen gelagert oder direkt auf Straßenfahrzeuge umgeladen werden. Ein Großbrand zerstörte den Güterbahnhof am 5. Dezember 1964. Der Brand war derart intensiv und großflächig, dass die London Fire Brigade 40 Löschfahrzeuge, 12 Drehleiterwagen und 235 Feuerwehrleute einsetzen musste. Zwei Zollbeamte kamen ums Leben; mehrere hundert Güterwaggons, Dutzende Motorfahrzeuge und Güter im Wert von mehreren Millionen Pfund wurden zerstört.
Der Bahnhof wurde daraufhin geschlossen und die Gebäude in der oberen Ebene abgerissen. Im Verlaufe der nächsten vier Jahrzehnte überließ man den Rest der Anlage dem Zerfall. Nach einer längeren Planungsperiode erfolgte 2003/04 die komplette Räumung des Geländes, mit Ausnahme einer Reihe von denkmalgeschützten Elementen: Verzierte Tore an der Shoreditch High Street und ein 260 m langer, übrig gebliebener Abschnitt des von John Braithwaite entworfenen Viadukts (das zweitälteste Eisenbahnbauwerk Londons). Der Abriss des ehemaligen Bahnhofs Bishopsgate schuf den notwendigen Platz für den Bau des Bahnhofs Shoreditch High Street, einem Bestandteil der 2010 eröffneten Verlängerung der East London Line.